# 讷韦尔站
讷韦尔站是法国铁路系统中的一个车站，位于法國中部城市，涅夫勒省的省会讷韦尔。该站是法国中部的一个铁路枢纽，有四个方向的铁路在此交汇。

## 地理位置
讷韦尔站位于法国中部，讷韦尔市区西侧。车站呈南北走向，开口朝东。车站外部有配套的长途汽车上下车点。

## 停靠线路
以下列车线路在讷韦尔站停靠：
| 讷韦尔站列车线路表                |            |                    |            |              |
| 线路                              | 车种       | 上一站             | 下一站     | 大致运行频率 |
| 巴黎—讷韦尔                       | INTERCITÉS | 富尔尚博           | （终点）   | 每天2~6趟    |
| 巴黎—克莱蒙费朗                   | INTERCITÉS | 巴黎贝尔西         | 穆兰       | 每天4~7趟    |
| 南特—佩拉什                       | INTERCITÉS | 布尔日             | 穆兰       | 每天2趟左右  |
| 图尔—里昂                         | TER        | 布尔日             | 穆兰       | 每天1趟      |
| 图尔—讷韦尔                       | TER        | 布尔日/阿沃尔      | （终点）   | 每天3趟左右  |
| 奥尔良/布尔日—讷韦尔              | TER        | 洛布瓦河畔拉盖尔什 | （终点）   | 每天4趟左右  |
| 讷韦尔—欧坦/第戎                  | TER        | （起点）           | 安菲       | 每天8趟左右  |
| 讷韦尔—第戎                       | TER        | （起点）           | 德西兹     | 每天3趟左右  |
| 讷韦尔—帕莱勒蒙尼亚勒/里昂        | TER        | （起点）           | 桑凯兹     | 每天4趟左右  |
| 讷韦尔—穆兰/克莱蒙费朗/维克勒孔特 | TER        | （起点）           | 桑凯兹     | 每天1~3趟    |
| 科讷库尔—讷韦尔勒邦来/德西兹      | TER        | 沃泽勒             | 莱佩里耶尔 | 每天3趟左右  |
| 1. 2.                             |            |                    |            |              |

## 配套交通

### 长途客运线路
讷韦尔站对应的大巴车上下车地点为讷韦尔汽车站（Gare routière），位于车站北侧。
| 停靠讷韦尔汽车站的大巴车 |                                                                                 | |
| 上下车地点               | 运营单位                                                                        | 主要目的地 |
| 讷韦尔汽车站             | Flixbus                                                                         | 巴黎 · 拉帕利斯 · 罗阿讷 · 圣艾蒂安 |
| 讷韦尔汽车站             | 勃艮第-弗朗什-孔泰 大区城际客运 MobiGo                                          | LR501 圣让欧阿摩涅 · 圣伯南达济 · 鲁伊 · 巴祖瓦地区沙提永 · 巴祖瓦地区唐奈 · 希农城堡 LR502 于尔济 · 盖里尼 · 普瓦瑟 · 西尚 · 普雷默里 · 吉里 · 瓦尔济 · 克拉姆西 LR503 圣埃卢瓦 · 安菲 |
| 讷韦尔汽车站             | 德西兹 （当某条铁路线施工或罢工时，SNCF可能也会提供途径该线路沿途站点的大巴车） | |
| 1. 2. 3.                 |                                                                                 | |

### 城市公共交通
| 讷韦尔站附近的市内公共交通线路 |                                       | |
| 公交车站名称                   | 位置                                  | 停靠线路 |
| 讷韦尔火车站                   | 讷韦尔站门口北侧 （自北向南单向停靠） | -T1- 瓦雷讷沃泽勒-教堂 → 讷韦尔-阿兰·科拉 -T2- 讷韦尔-邦来 → 讷韦尔-雅克·迪克洛 -3- 讷韦尔-火车站 → 瓦雷讷沃泽勒-教堂 -4- 讷韦尔-邦来 → 讷韦尔-贝雷戈瓦医院 -5- 讷韦尔-火车站 → 加尔希济-市政厅 -10- 讷韦尔-邦来 → 卢瓦尔河畔塞尔穆瓦斯-港口 -13- 讷韦尔-邦来 → 富尔尚博-艾米丽·马丁 -14- 讷韦尔-阿兰·科拉 ↔ 讷韦尔-ESAT -17- 讷韦尔-火车站 → 桑凯兹莫斯-四筒 |
| 铁路                           | 讷韦尔站正门对面 （自西向东单向停靠） | -T1- 瓦雷讷沃泽勒-教堂 → 讷韦尔-阿兰·科拉 -T2- 讷韦尔-雅克·迪克洛 → 讷韦尔-邦来 -3- 讷韦尔-火车站 → 瓦雷讷沃泽勒-教堂 -4- 讷韦尔-贝雷戈瓦医院 → 讷韦尔-邦来 -5- 讷韦尔-火车站 → 加尔希济-市政厅 -10- 卢瓦尔河畔塞尔穆瓦斯-港口 → 讷韦尔-邦来 -13- 富尔尚博-艾米丽·马丁 → 讷韦尔-邦来                                                                          |
| 综合                           | 讷韦尔站北侧 （双向停靠）             | -T1- 讷韦尔-阿兰·科拉 ↔ 瓦雷讷沃泽勒-教堂 -13- 富尔尚博-艾米丽·马丁 ↔ 讷韦尔-邦来 |
| 1. 2. 3. 4.                    |                                       | |

## 临近车站
| 讷韦尔站（Gare de Nevers）         |                  |                                                                                             |
| 上行车站                           | 线路             | 下行车站                                                                                    |
| 沃泽勒站 2.1km ←                   | 巴黎－里昂铁路   | ↗（正线）→ 10.6km桑凯斯站 ↘（维耶尔宗－桑凯斯铁路）（转为上行）→ 19.8km洛布瓦河畔拉盖尔什站 |
| （起点）                           | 讷韦尔－沙尼铁路 | 莱佩里耶尔站 → 2.2km                                                                        |
| - 注：本表仅显示运营中的线路及车站 |                  |                                                                                             |